# Verschaltung
Der Ausdruck Verschaltung (auch Beschaltung) stammt aus der Schaltungstechnik, einem Teilbereich der Elektrotechnik, und beschreibt die Verdrahtung zwischen einzelnen elektrischen Bauelementen.
In der Elektrotechnik werden einzelne elektromechanische, elektrische oder elektronische Bauelemente miteinander verbunden.  Die Verschaltung kann u. a. durch elektrische Leitungen, Kabel oder auch auf einer Leiterplatte durch Leiterbahnen erfolgen. Bei letzteren werden die  Bauelemente an Lötstellen elektrisch mit der Leiterplatte verbunden.